# Cobb-Wert
Der Cobb-Wert gibt Auskunft über das Wasseraufnahmevermögen von Papier und Voll-Pappe oder Wellpappe. Dieser Wert ist bei (Well)pappe wichtig für die Berechnung der zu erwartenden Stabilität eines Kartons oder Faltschachtel. Bei Papier ist die Beschreib- und Bedruckbarkeit mit Tinte (Tintenstrahldrucker) nur bei Papieren möglich, die bestimmte Wasseraufnahmewerte haben.
Auch für andere Druckverfahren müssen bestimmte Cobb-Werte gegeben sein.
Im internationalen Warenumschlag, speziell in tropischen Ländern, dürfen Verpackungen aus Karton, Voll- und Wellpappe nur eine geringe Feuchteaufnahme besitzen, da mit steigender Wasseraufnahmefähigkeit die Stabilität der Verpackung sinkt.
Je geringer der Cobb-Wert, desto stabiler bleibt die Verpackung auch bei hoher Luftfeuchtigkeit.
Typische Angaben eines GC1-Kartons:
Wasseraufnahme nach DIN EN 20535 bzw. ISO 535 (Cobb 60s): Vorderseite < 35 g/m²
Das bedeutet, dass 1 m² der Vorderseite eines GC1-Kartons nach 60 Sekunden bis zu 35 Gramm Wasser aufnimmt.
Weitere Merkmale zur Stabilität eines Kartons sind:
- Stapelstauchwiderstand (BCT)
- Kantenstauchwiderstand (ECT)
- Wellenanzahl und -höhe bei Wellpappen
- Materialaufbau und -stärke
- Faserlänge

Zum Erreichen bestimmter Cobb-Werte müssen Papier und Pappe behandelt werden.
Meist wird dies durch sog. Leimung erreicht.
Dabei werden während der Produktion (Masseleimung) oder auf das fertige Papier (Oberflächenleimung) Chemikalien (Leimungsmittel) ein- bzw. aufgebracht, die eine partielle Hydrophobierung bewirken.